# Salsa jrenovina

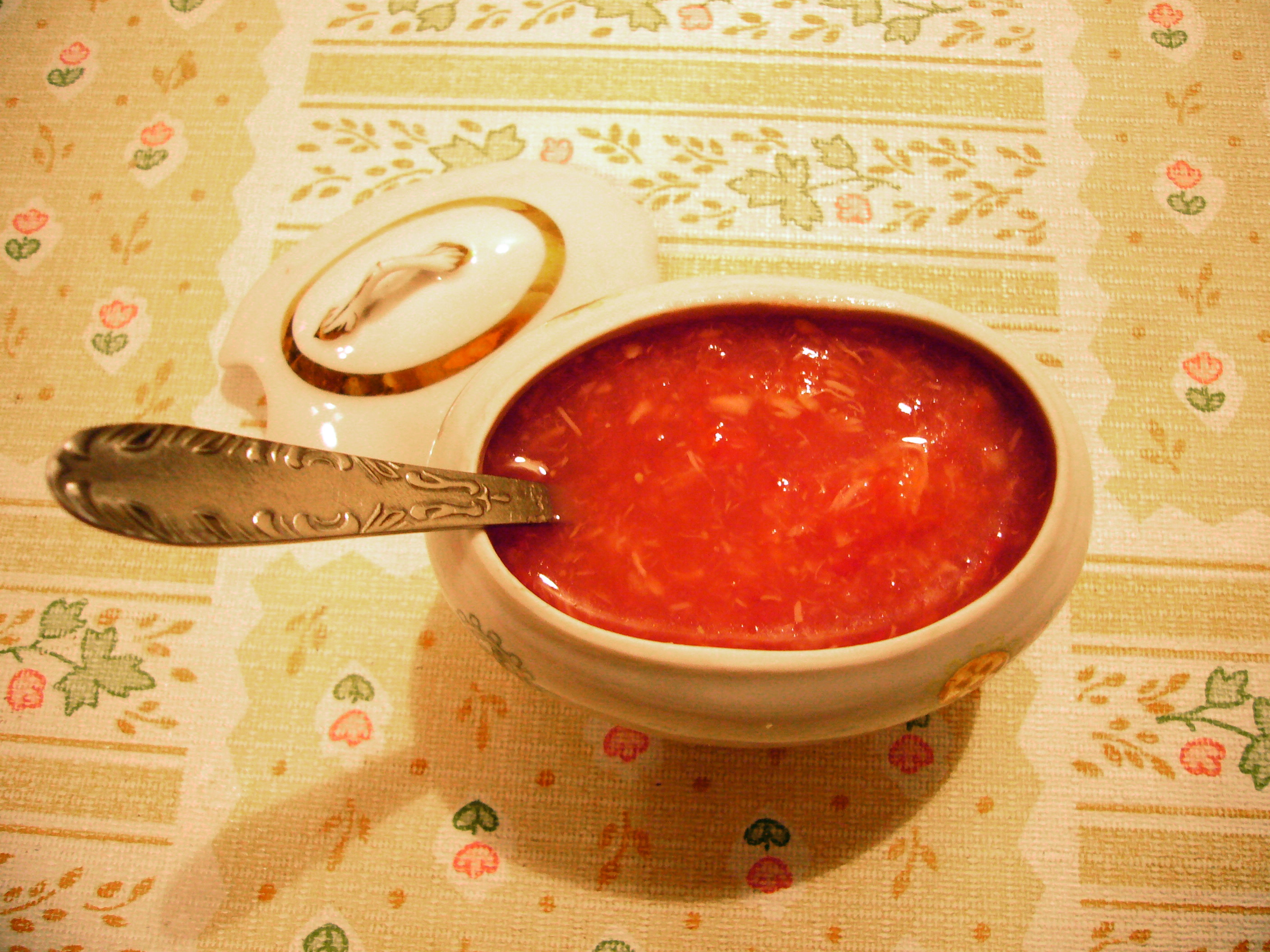
Cuenco con salsa Khrenovina.

La salsa jrenovina (en ruso, хреновина; de хрен 'rábano picante') es una salsa a base de rábano picante que se sirve como condimento de un platillo principal, la cual es muy popular en Siberia.
Se la prepara moliendo y picando los siguientes ingredientes frescos: tomates, rábano picante, ajo y sal. A veces se le agrega pimienta negra molida, paprika molida, pimiento morrón, vinagre, y azúcar. Esta salsa de rábano picante a veces es llamada 'khrenoder' en ruso, 'gorloder', 'llamarada', 'vyrviglaz' (hace-explotar-el-ojo). Se la sirve acompañando todo tipo de platos de carnes tradicionales rusos, incluido pelmeni.

## Almacenamiento
La salsa se puede guardar en el refrigerador por largos periodos sin necesidad de agregar preservantes, si se la coloca en un frasco sellado. Cuanto más ajo y rábano picante posee mayor es el tiempo durante el cual se la puede almacenar.